# Sport frei
Sport frei ist ein Sportlergruß aus der Arbeitersport-Bewegung. Aktuell wird er vor allem in Ostdeutschland verwendet.

## Geschichte
Nach 1945 wurde der Gruß in der Deutschen Demokratischen Republik (DDR) wieder eingeführt. Mit diesem Gruß (Trainer: „Wir begrüßen uns mit einem Sport …“  Sportler: „… frei!“) wurden in der DDR auch der schulische Sportunterricht und jede Form von (Mannschafts-)Training begonnen, aber auch Wettkämpfe unterschiedlicher Sportarten.

## Gegenwart
Heute wird der Gruß vorwiegend in Ostdeutschland verwendet.
„Sport frei“ ist kein Kampfbegriff der Neonazi-Szene, sondern wird grundsätzlich unpolitisch verwendet. Dennoch versucht z. B. ein rechtes Modelabel, den Begriff für die Hooligan-Szene zu kapern.